# Agaete

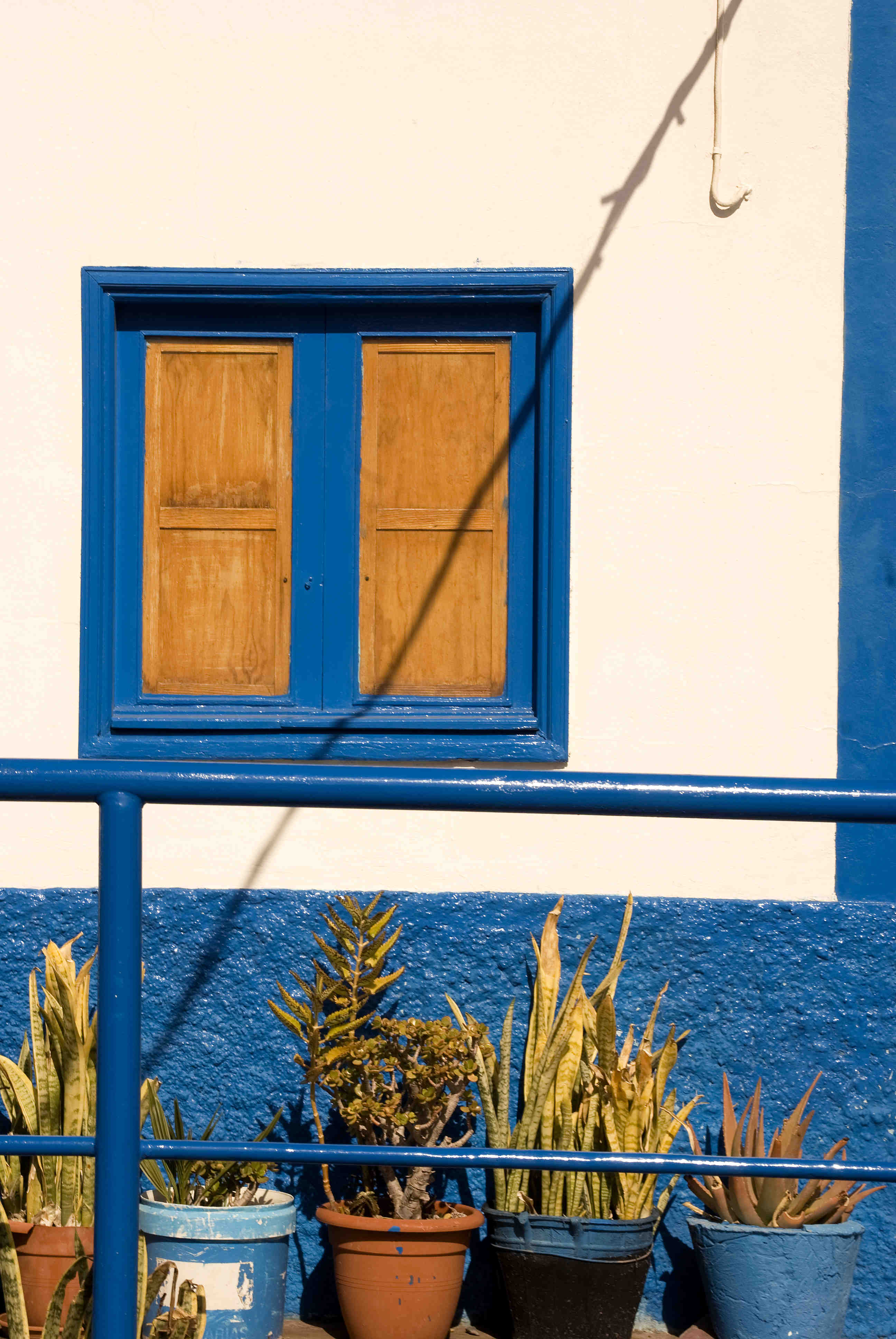
Agaete Gran Canaria Islas Canarias España Arquitectura

Agaete és un municipi situat al nord-oest de l'illa de Gran Canària, a les illes Canàries. Dintre del terme municipal destaquen la seva capçalera (el casc d'Agaete pròpiament dit), el puerto de las Nieves (a la vora de l'oceà Atlàntic, comunicat regularment per ferri amb l'illa de Tenerife) i Los Berrazales (barranc dalt, amb una exuberant vegetació). En aquesta última zona, al peu del pineda de Tamadaba, s'aixeca un antic hotel rural. L'economia d'Agaete s'ha basat històricament en l'agricultura i la pesca, però en els últims decennis el turisme s'ha convertit en el sector més important.

## Geografia física

### Localització
Agaete està situat al nord-oest de l'illa de Gran Canària, a 36,2 quilòmetres de la capital insular. Limita amb els municipis de Gáldar i Artenara i compta amb una superfície de 45,5 km², ocupant el lloc número 11 de l'illa en extensió.
La capital municipal és a 43 m s. n. m., aconseguint el municipi la seva altitud màxima en l'elevació denominada Pico de la Bandera, al massís de Tamadaba, a 1.421,9 m s. n. m

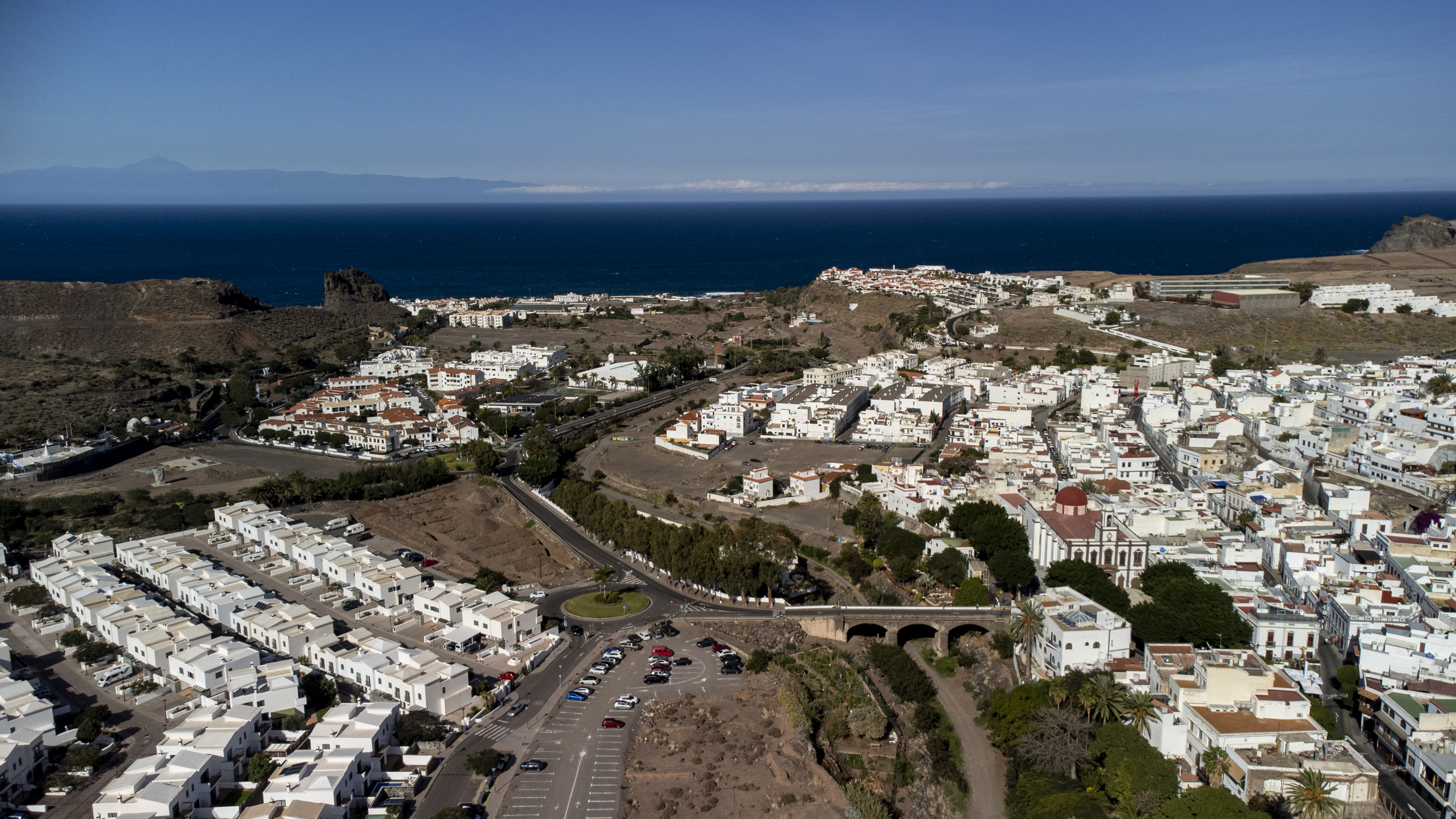
Vista d'Agaete amb el seu casc antic a la dreta, urbanitzacions a l'esquerra i el Teide a l'horitzó.

### Orografia
Una de les senyes d'identitat del municipi és el Dedo de Dios o el Roque Partido, formació rocosa amb aspecte de dit humà que s'aixeca davant de la costa. La part superior del Dedo de Dios va ser destruïda per la tempesta tropical Delta el 2005.

### Clima
Agaete presenta un clima sec àrid càlid d'acord amb la classificació de Köppen.
El mes més càlid és agost, amb una temperatura mitjana de 23,9 °C, sent el més fred gener, amb 17,6 °C. La temperatura mitjana anual és de 20,6 °C. Pel que fa a les precipitacions, el municipi registra una mitjana de 190 mm a l'any, sent el mes més plujós desembre amb 40 mm. Als mesos de juliol i agost no es registren precipitacions.

## Població
| Any  | Població | Densitat   |
| ---- | -------- | ---------- |
| 1991 | 5.269    | -          |
| 1996 | 6.028    | -          |
| 2001 | 5.202    | 113,08/km² |
| 2002 | 5.649    | -          |
| 2003 | 5.635    | 123,85/km² |
| 2004 | 5.511    | 122,2/km²  |
| 2006 | 5.638    | 123,91/km² |
| 2007 | 5.710    | 125,49/km² |
| 2011 | 5.735    | 126,04/km² |
| 2021 | 5.695    | 125,16/km² |